# Уилсон, Ричард (художник)
Ричард Уилсон (англ. Richard Wilson; 1 августа 1714, Монтгомеришир — 15 мая 1782, Лланберис) — английский живописец-пейзажист.
Родился в Уэльсе в семье священника, в 1729 году перебрался в Лондон, где работал как портретист. В 1750—1757 годы путешествовал по Италии, где по совету Франческо Дзуккарелли обратился к пейзажной живописи — став, таким образом, первым крупным британским художником, посвятившим себя преимущественно пейзажу. Вернувшись в Англию, Уилсон вошёл в 1768 году в число сорока членов-учредителей Королевской Академии художеств. Пейзажи Уилсона носят несколько идеалистичный характер, поскольку художник работал под воздействием искусства Клода Лоррена, однако их влияние признавали такие выдающиеся британские мастера, такие как Джон Констебл и Тёрнер.
Уилсон был учителем известного гравёра Роберта Полларда.